# Sint-Antonius (Zoersel)
Sint-Antonius is een dorp in de Belgische gemeente Zoersel. Sint-Antonius telt 5114 inwoners (2011) op zijn eigen grondgebied. De wijken Risschot en Zoerselhoek van Zoersel (als deelgemeente) en de Bloemenwijk van Halle sluiten morfologisch gezien aan bij de kern van Sint-Antonius wat deze grotere kern een totaal aantal inwoners geeft van om en bij de 10.000 (2011).

## Geschiedenis
De Sint-Antoniuskapel van Juxschot, zoals het dorp lang bekendstond, werd gebouwd in 1492 voor het honderdtal inwoners dat zich had gevestigd bij het kruispunt van de oude wegen Antwerpen-Turnhout (de huidige N12) en Lier-Breda.
Het gehucht met enkele boerderijen bleef bijzonder klein tot op het moment dat de weg Antwerpen-Turnhout werd verhard in 1750.
Sinds 1842 is de parochie onafhankelijk van de parochie Sint-Michiels van Brecht.
Omstreeks 1800 telde Sint-Antonius 180 inwoners, enkele kleine winkels en herbergen. Op een verregaande verkaveling was het wachten tot na de Tweede  Wereldoorlog. In 1842 werd Sint-Antonius verheven tot zelfstandige parochie.
Van 1922-1924 werd hier een klooster en psychiatrisch ziekenhuis gebouwd, het Bethaniënhuis . Dit werd beheerd door de zusters Norbertienen. In 1949 werd dit uitgebreid met een algemeen ziekenhuis.
Het werd op 1 januari 1977 afgesplitst van de gemeente Brecht en bij Zoersel gevoegd. Tot die tijd heette de woonkern Sint-Antonius-Brecht.
Sint-Antonius kent vele villaverkavelingen die aansluiten bij die van Halle en Schilde. Vrijwel alle belangrijke gebouwen zijn gelegen langs de Handelslei, die de ruggengraat van het dorp vormt.

## Bezienswaardigheden
- De Sint-Antoniuskerk

## Natuur en landschap
Sint-Antonius ligt in de Kempen en is grotendeels tot villawijken verkaveld. Ten zuidoosten vindt men het Zoerselbos.

## Nabijgelegen kernen
Halle, Schilde, Westmalle, Sint-Job-in-'t-Goor